# تشانغ ليفانغ
تشانغ ليفانغ (من مواليد 3 يناير 1982) هي لاعبة كرة لينة صينية ولدت في إقليم خنان ، في جمهورية الصين. كانت ضمن فريق الصين في بطولة العالم عام 2006 وأخذت المركز الرابع فيها. وتنافست مع فريق الصين في دورة الألعاب الأولمبية الصيفية لعام 2008 التي أقيمت في بكين .